# Jewel Song
Singles de BoA
Kiseki/No.1
(2002) Shine we are!
(2003)
Jewel Song est le 9e single de BoA sorti sous le label Avex Trax le 11 décembre 2002 au Japon. Il atteint la 3e place du classement de l'Oricon et reste classé 13 semaines pour un total de 151 485 exemplaires vendus. Les chansons Jewel Song et Beside You ~Boku wo Yobu Koe~ se trouvent sur l'album Valenti.
Jewel Song a été utilisé comme thème musical pour le drama Eve no Subete et Beside You ~Boku wo Yobu Koe~ a été utilisé comme opening pour l'anime Monkey Typhoon.

## Liste des titres
| 1. | Jewel Song                                                |  |
| 2. | Beside You ~Boku wo Yobu Koe~ (僕を呼ぶ声)                |  |
| 3. | Jewel Song                                                |  |
| 4. | Beside You ~Boku wo Yobu Koe~ (Instrumental) (僕を呼ぶ声) |  |